# 994
| [ Edytuj tabelę ]              |                                                       |
| Książę Polski                  | - 992 Bolesław I Chrobry 1025                         |
| Król Anglii                    | - 978 Ethelred II Bezradny 1016                       |
| Hrabia Aragonii i król Nawarry | - 970 Sancho II 994 - 994 García II 1000              |
| Hrabia Barcelony               | - 992 Rajmund Borrell 1017                            |
| Książę Bawarii                 | - 985 Henryk II Kłótnik 995                           |
| Książę Burgundii               | - 965 Odo-Henryk 1002                                 |
| Cesarz Bizancjum               | - 976 Bazyli II Bułgarobójca 1025                     |
| Car Bułgarii                   | - 977 Roman 997 - 976 Samuel Komitopul 1014           |
| Cesarz Chin                    | - 976 Song Taizong 997                                |
| Książę Czech                   | - 972 Bolesław II Pobożny 999                         |
| Król Danii                     | - 987 Swen Widłobrody 1014                            |
| Władca Egiptu                  | - 975 Al-Aziz 996                                     |
| Król Francji                   | - 987 Hugo Kapet 996                                  |
| Król Gruzji                    | - 961 Dawid III 1001                                  |
| Hrabia Holandii                | - 993 Dirk III 1039                                   |
| Cesarz Japonii                 | - 986 Ichijō 1011                                     |
| Kalif                          | - 991 Al-Qadir 1031                                   |
| Hrabia Kastylii                | - 970 Garcia I Fernandez 995                          |
| Król Khmerów                   | - 968 Dżajawarman V 1001                              |
| Wielki książę Kijowa           | - 978 Włodzimierz I Wielki 1015                       |
| Patriarcha Konstantynopola     | - 984 Mikołaj II Chryzoberges 996                     |
| Władca Korei                   | - 981 Sŏngjong 997                                    |
| Król Leónu                     | - 984 Bermudo II 999                                  |
| Król Munsteru                  | - 978 Brian Śmiały 1014                               |
| Król Norwegii                  | - 987 Swen Widłobrody 994 - 994 Olaf I Tryggvason 999 |
| Hrabia Palatynatu              | - 945 Hermann Pusillus 994 - 994 Ezzon 1034           |
| Papież                         | - 985 Jan XV 996                                      |
| Hrabia Portugalii              | - 950 Gonçalo Mendes 999                              |
| Książę Saksonii                | - 973 Bernard I 1011                                  |
| Król Szkocji                   | - 971 Kenneth II 995                                  |
| Król Szwecji                   | - 970 Eryk Zwycięski 995                              |
| Doża Wenecji                   | - 991 Pietro II Orseolo 1009                          |
| Książę Węgier                  | - 970 Gejza 997                                       |
| Cesarz Wietnamu                | - 980 Lê Hoàn 1005                                    |

Rok 994 / CMXCIV
stulecia: IX wiek ~
X wiek ~
XI wiek

lata: 984 «
989 «
990 «
991 «
992 «
993 «
994
» 995
» 996
» 997
» 998
» 999
» 1004

## Wydarzenia na świecie
- Otton III objął rządy w Świętym Cesarstwie Rzymskim.
- Sancho Garcia III został królem Nawarry.

## Urodzili się
- Alfons V, król Leónu (zm. 1028)

## Zmarli
- 10 lipca – Leopold I Babenberg, margrabia Austrii (ur. ok. 940)
- 28 sierpnia – Jadwiga Szwabska, księżna Szwabii (ur. ok. 939)
- 31 października – Wolfgang z Ratyzbony, benedyktyn, biskup Ratyzbony (ur. ok. 934)
- data dzienna nieznana :
  - Sancho II, król Nawarry oraz hrabia Aragonii (ur. ?)